# جو هارتلي
جو هارتلي (بالإنجليزية: Jo Hartley)‏ هي ممثلة بريطانية، ولدت في 12 مارس 1972 بأولدهام في المملكة المتحدة.

## وصلات خارجية
- جو هارتلي على موقع IMDb (الإنجليزية)
- جو هارتلي على موقع قاعدة بيانات الفيلم (الإنجليزية)